# 池田美穂
池田 美穂（いけだ みほ、1987年8月6日 - ）は、文学座附属演劇研究所出身の日本の女優、タレント、起業家。東京都出身。立教大学、英米文学科卒業。ミス日本ファイナリスト（2010年度）。世界最大の社会奉仕団体「ライオンズクラブ国際協会」に所属しシャイニー支部の幹事を務めている。

## 来歴・人物
東京生まれ東京育ち。３歳の時に、母親の影響で子役としてCMデビュー。立教大学入学式の際、雑誌の編集者にスカウトされ、ViVi、CanCam、JJ、Rayなどの読者モデルを務める。その後、日本テレビ「恋のから騒ぎ」レギュラーメンバーとして出演。説教部屋行きは６回。番組出演中にミス日本大会に出場しファイナリストに選ばれる。明石家さんまに「なぜグランプリを取れなかったんだ。」と番組中にいじられる。その後、新卒でSoftBank株式会社の本社に入社したため、芸能事務所を辞める。SoftBankではデータ営業本部、法人第二営業本部を経て、会社を退職。フリーアナウンサーの事務所に転職をする。ラジオパーソナリティー、舞台、ナレーションと活躍し、もっと表現を磨きたいという想いから、文学座附属演劇研究所に入所し約１年間に渡り演劇の修行をする。そのきっかけとなったのが舞台「めぐみへの誓い」で共演した原田大二郎の存在である。彼女のオーラと演技力を見た原田大二郎は「お前は女優としての才能がある」と賞賛し、師匠として朗読や演技の指導をする。その後、日本三大劇団である文学座・俳優座・青年座と合格を果たし、文学座附属演劇研究所に決める。現在はフリーで舞台に出演している。時代劇「滝の白糸」では三越劇場にて若葉役を務め上げた。
小さい頃から動物が好きで、動物取扱責任者としてブリーディングやトリミングの資格を持つ。
2013年に都内でペットサロンTriple One を設立しトイプードル専門のブリーダーとしても活躍をしている。
2015年には株式会社POLARISを設立。港区南青山。取締役。女性向けのクラフトビールを手がけた。その後、POLARIS HOLDINGS株式会社に入社。CMに出演中。渋谷区恵比寿に本社。広報部所属。現在、国内ツアーで活躍し続けているS･K･ホがホストを務める番組「EASY GOLF」(ゴルフネトワーク）のMCも務めている。

### 趣味
ゴルフ、演劇鑑賞、プロレス観戦、料理

### 資格
- 動物取扱責任者

## 出演

### 雑誌
- ViVi
- CanCam
- JJ
- JJbis
- Ray
- ar

### テレビ
- 「東京かわいいTV」（NHK BS）
- 「デジタルの根性」（日本テレビ系列）
- 「恋のから騒ぎ」（日本テレビ系列）
- 「EASY GOLF」（CS-ゴルフネトワーク）

### CM
- POLARIS HOLDINGS株式会社

### 舞台
- 「めぐみへの誓い」金賢姫役
- 「わが町」ギブス夫人役
- 「女の一生」総子役
- 「俳優の一生」出演
- 「Scenes from the Big Picture」テレサ役
- 「滝の白糸」若葉役

### ラジオ
- 「松屋銀座ソラトニワステーション」（ソラトニワFM）